# Église de l'abbaye de Parc
La première église de l'abbaye de Parc ressemblait à une chapelle. Elle fut construite au XIIe siècle à Heverlee, près de Louvain, en Belgique, sur des terres données aux chanoines Prémontrés par le duc de Brabant Godefroid le Barbu. Avec les pierres d'un ancien château ducal, on a pu élever cette église, les religieux ayant attendu des temps meilleurs pour améliorer l'abbatiale.
Les chanoines de l'abbaye de Parc étudient les sciences ecclésiastiques, mais s'intéressent aussi aux arts, ce qui leur a permis de rehausser la beauté de leur église et d'entourer d'un prestige imposant le monastère dans son ensemble.

## Origines de l'abbatiale
La première église aux proportions restreintes, ou plutôt chapelle, fut dédiée à la Vierge.
Elle fut construite au XIIe siècle à l'emplacement même d'un château démoli, situé à Heverlee, sur des terres données aux chanoines Prémontrés de Laon par le duc de Brabant, Godefroid le Barbu. Avec les pierres de cet ancien château ducal, on a pu élever une abbatiale d'un style roman extrêmement simple.

## Architecture

### Architecture d'ensemble
L'abbé Ywan de Bierbeek commence vers l'année 1226 à reconstruire l'église sur des dimensions plus vastes. Inspiré par son architecture primitive, aimant la simplicité et le recueillement, mû par les idées des Cisterciens, qui n'aiment pas les temples luxueux, il donne sa préférence au style roman alors que le style gothique fleurissait déjà en divers endroits.
Quoique suffisante pour y célébrer le service divin, l'église ne correspondait pas à l'idéal des religieux. L'abbé Alard de Tervueren, possédant plus de ressources que ses prédécesseurs, se met à l'œuvre vers 1280 pour lui donner un autre cachet, et son successeur l'abbé Guillaume de Bodenvlas termine la transformation vers 1293-1297. Cette deuxième église est un monument que l'on peut apprécier, dans son aspect général, en la comparant à l'église abbatiale de Postel.
Le prélat Jean Druys agrandit et allonge le chœur et fait abattre en 1628 le mur de fond pour le terminer par un chevet polygonal pour correspondre au goût de l'époque, ordonnant d'autre part d'agrandir toutes les fenêtres pour amener le jour à l'intérieur du temple,. Finalement, le style architectural d'ensemble a perdu la cohérence de son caractère primitif. La même année, la façade principale de l'église est entièrement restaurée, avec trois niches au bas de la fenêtre pour y placer des statues. Le 18 avril 1629, le mur plat qui termine le chœur est démoli.  
La première moitié du XVIIIe siècle voit la transformation complète de l'église. Précisément, en 1728, le prélat Jérôme de Waerseghere achève la transformation de l'intérieur de l'église pour en faire une église sans originalité. Il fait démolir les ailes des transepts de l'abbatiale et ne conserve que les fenêtres du chœur et des collatéraux. Pour la fête de la Toussaint de cette même année, tous les travaux d'ornementation de l'église sont terminés, l'ancien temple roman devient donc une église néo-romaine.

### Tour carrée de l'entrée de l'église, portique

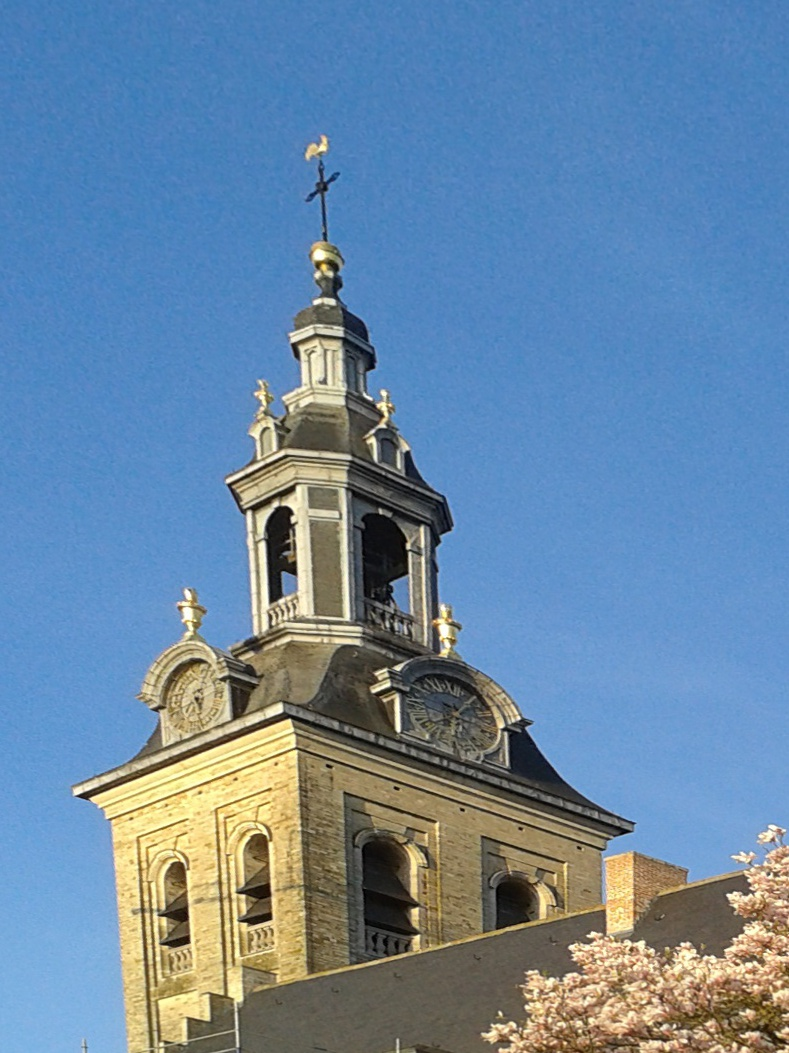
Tour carrée de l'église avec horloge et cadran.

Dans la seconde moitié du XVe siècle, au temps de l'abbé Thierry van Tuldel, on construit à la droite de l'entrée principale de l'église, une haute tour carrée de briques rouges et pierres blanches, pour y placer une horloge avec cadran.
L'abbé Jérôme de Waerseghere commande à André Van den Gheyn, le 6 décembre 1727, un carillon pour la nouvelle tour de l'église,. La construction de la tour carrée de l'église est réalisée entre 1729 et 1730 durant l'abbatiat de cet abbé,.
Vers 1750, le prélat Alexandre Slootmans enlève les derniers vestiges de l'ancien temple en mettant devant la belle porte d'entrée romane un portique toscan en pierre de taille.

### Rosace, maître-autel, chœur

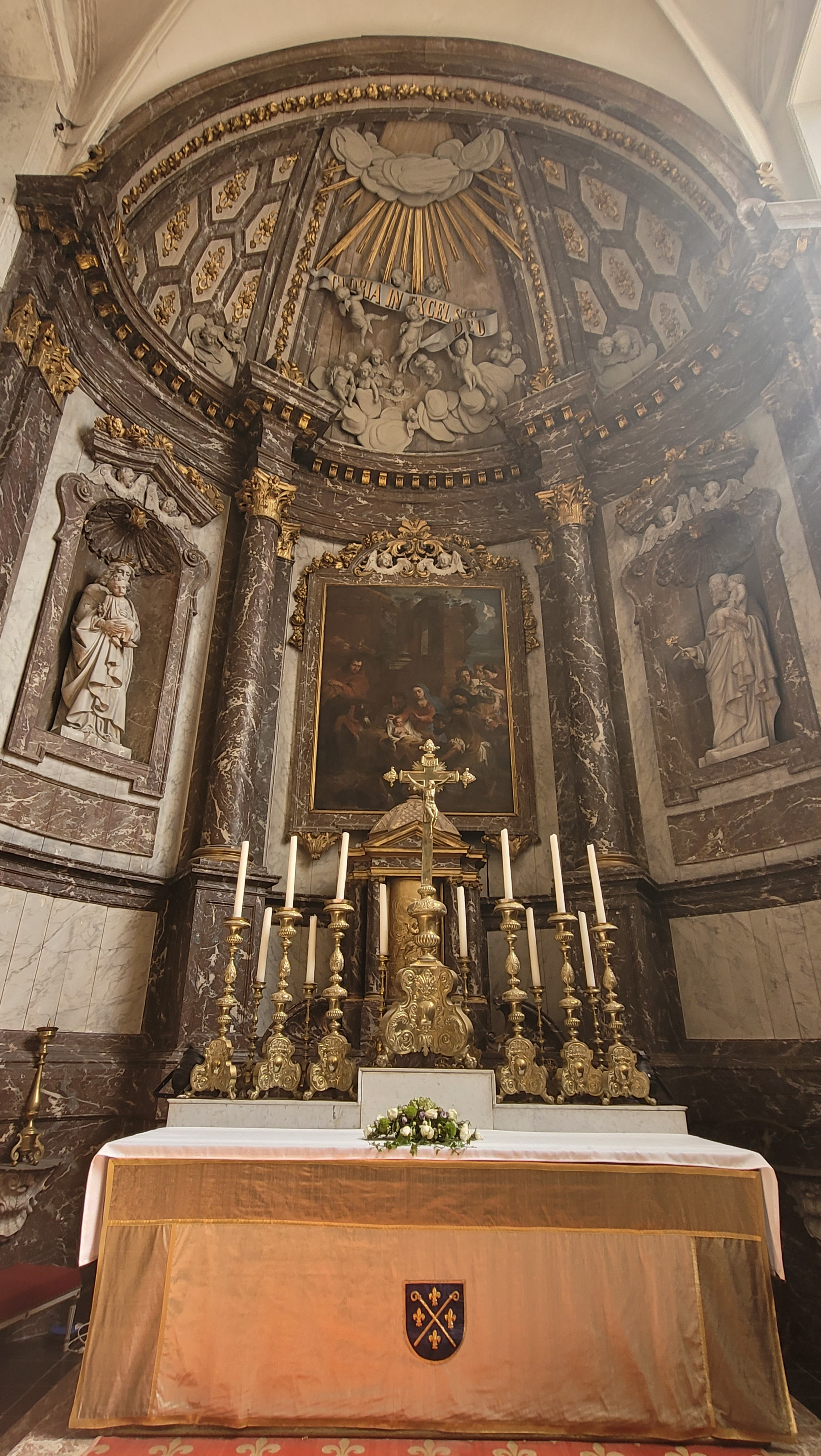
Le Maître-autel du chœur de l'abbatiale.

L'abbé Ambroise van Engelen brise l'unité du style roman en remplaçant en 1535 la grande rosace de la façade principale par une fenêtre de style flamboyant, ornée d'une verrière due au talent de Gérard Boels.
Durant son abbatiat (1648-1682), Libert de Pape ajoute au maître-autel des statues de saint Norbert, placées dans des niches.
En 1729, l'abbé Jérôme de Waerseghere fait construire le pavé du chœur en marbre de rapport. En 1731, il décide d'élaborer un nouveau maître-autel avec des menuiseries.

## Peinture

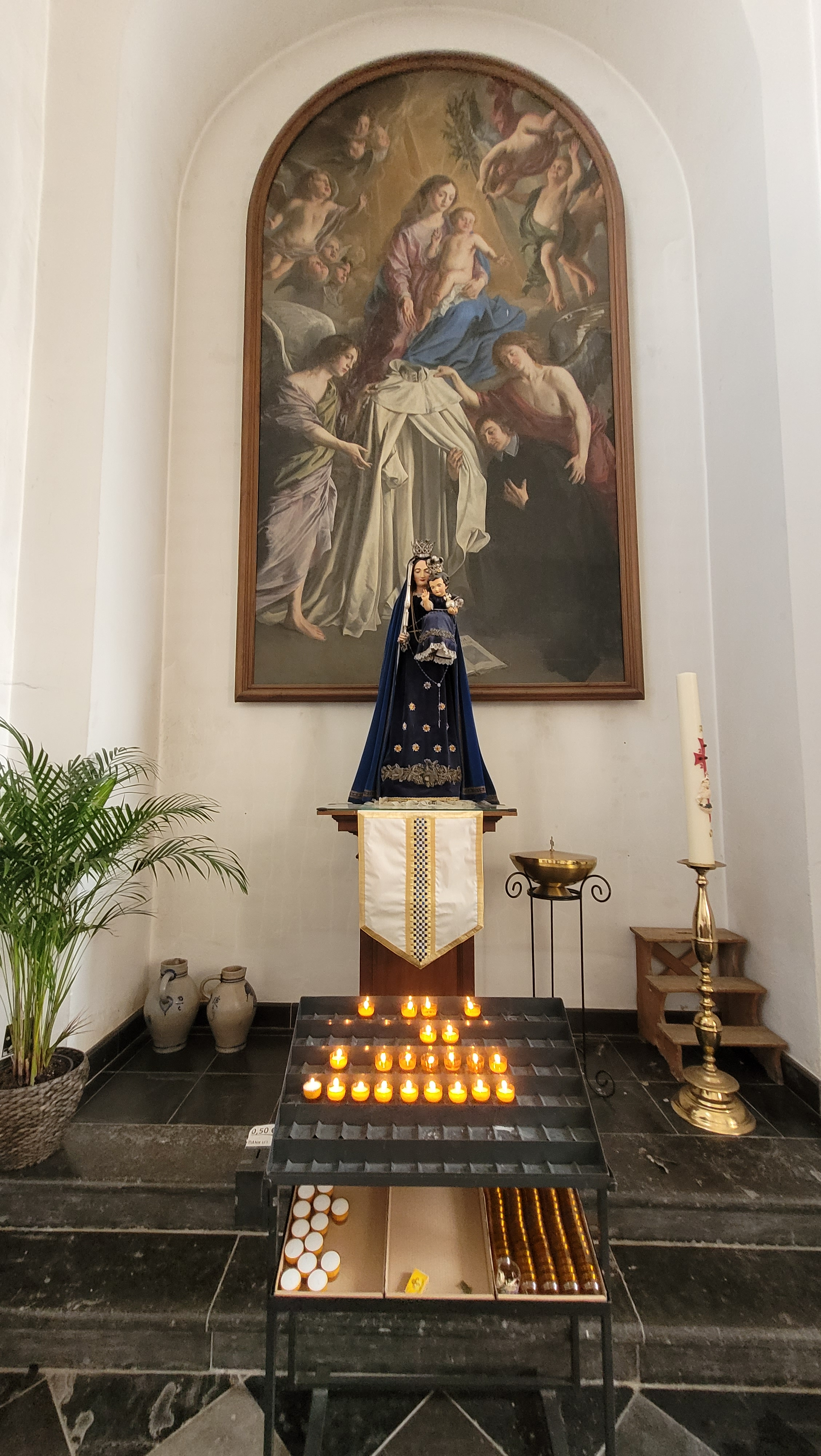
Une représentation de la Vierge à l'enfant, présente dans l'abbatiale de l'abbaye de Parc.

### Généralités - Peinture des façades
L'église fut peinte dès son achèvement, au XIIIe siècle, par Arnould Gaelman, qui décora l'intérieur en différentes couleurs, puis elle fut repeinte plusieurs fois aux siècles suivants par les chanoines eux-mêmes. Pour décorer l'église, des toiles ont été peintes.

### Sous l'abbatiat d'Ambroise van Engelen
En 1520, il fut réalisé un triptyque de la Sainte Vierge portant le divin enfant, les volets représentant quant à eux saint Augustin et l'abbé Ambroise van Engelen assisté de son patron saint Ambroise. D'autre part, il fut ajouté à l'histoire des Rois mages, deux autres scènes de l'Ancien Testament commandés en 1525 par frère G. Beringhem.

### Sous l'abbatiat de Louis Van den Berghe
Vers 1543, il fut peint d'autres tableaux de la mère de Dieu tels que ceux de Jean Willems. En 1556, un tableau de la Sainte Trinité fut installé en souvenir de Josse Scepers, curé à Archennes.

### Sous l'abbatiat de François van Vlierden
En 1597, l'abbé François van Vlierden fit réaliser par Josse van der Baeren un grand retable pour l'autel Saint-Jean-Baptiste, où dans des scènes de la vie de saint Norbert se trouvèrent le propre portrait de l'abbé ainsi que ceux de tous les religieux de cette époque.

### Sous l'abbatiat de Jean Druys

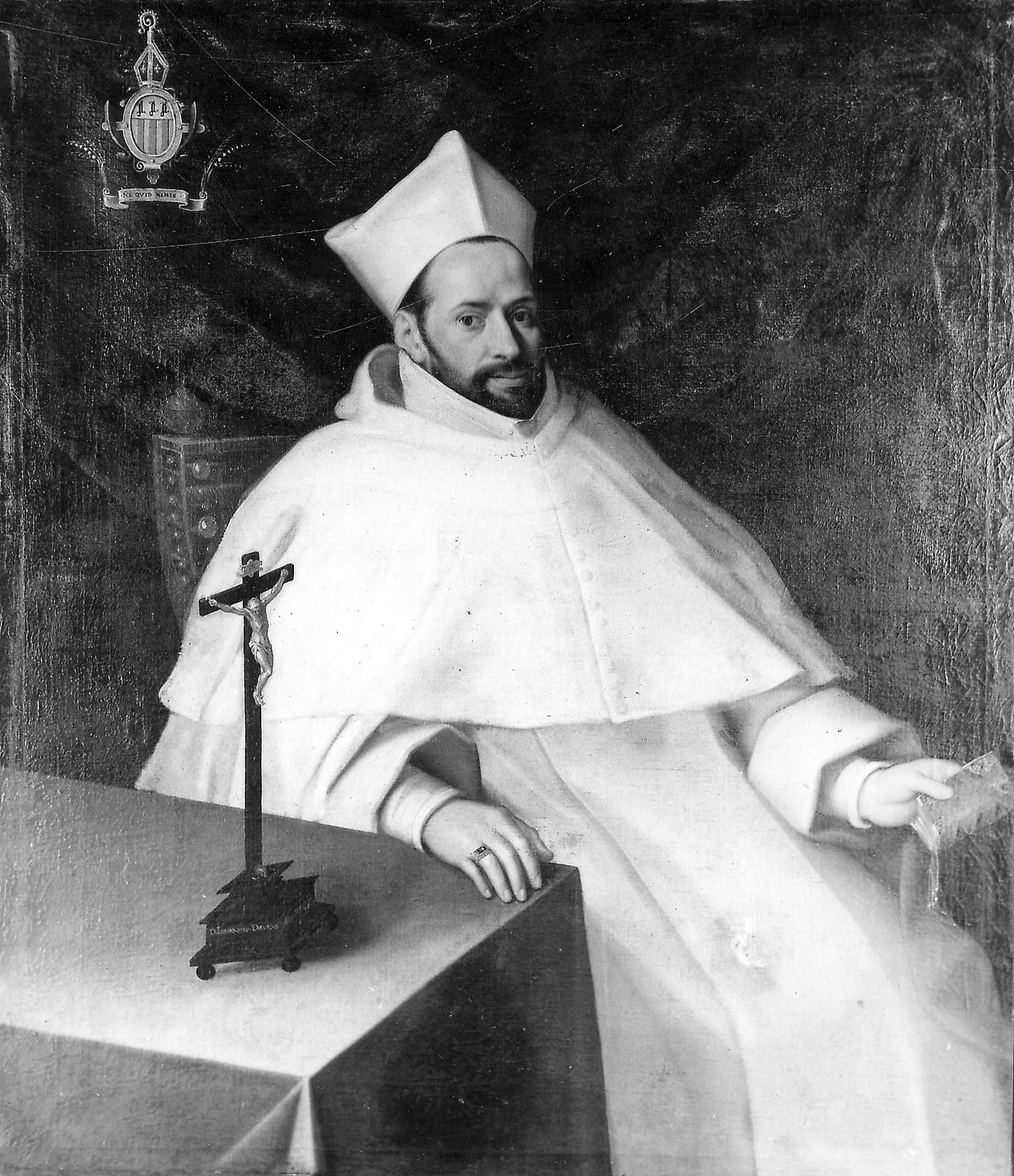
Jean Druys.

En 1610, il fut adjoint à un autel, une peinture de J.B. le Saive, à la suite d'une commande de l'abbé Jean Druys. De plus, en 1618, trois tableaux furent peints : l'Assomption de Marie avec les apôtres autour du tombeau vide, saint Jean l'Évangéliste à l'île de Patmos, et François d'Assise auquel apparaît un chérubin.

### Sous l'abbatiat de Libert de Pape
En 1682, l'abbé Libert de Pape plaça, dans le maître-autel, une toile de Jean Érasme Quellin : l'Adoration des bergers, ce qui constitue le plus bel ornement de cet endroit.

### Sous l'abbatiat de Philippe van Tuycom
En 1686, à l'initiative de l'abbé Jean van Dyeck, deux volets peints furent ajoutés à la toile représentant  l'Adoration des bergers. D'autre part en 1787, le directeur de l'Académie d'Anvers G.J. Herreyns a peint l'Assomption de Marie, toile qui décore l'autel marial.

### Sous l'abbatiat d'Alois Jacques Franck

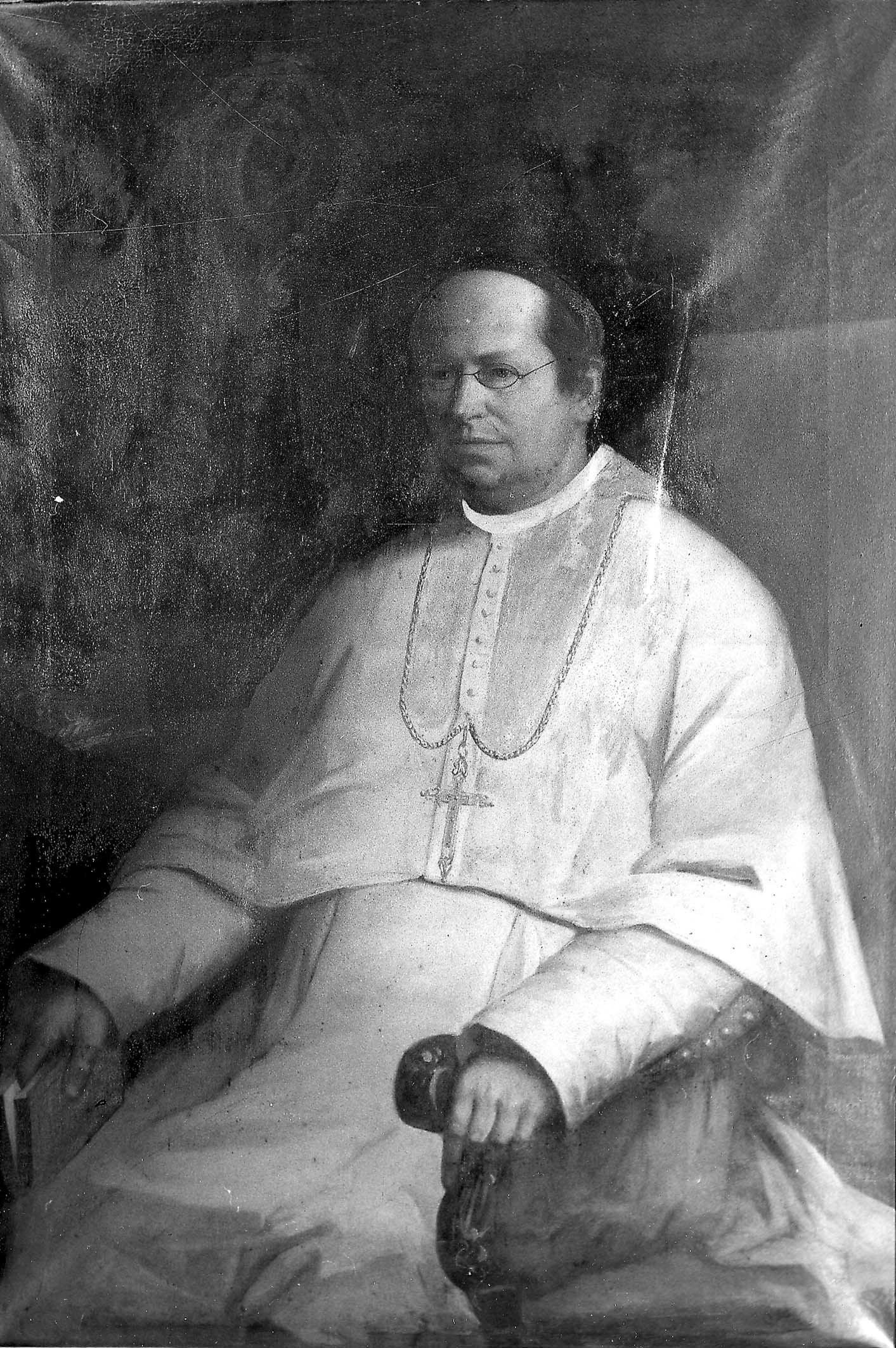
Alois Jacques Franck.

Au XIXe siècle, après la restauration, l'abbé Alois Jacques Franck dota l'église d'une grande toile de Philippe de Champaigne qui représente saint Norbert recevant l'habit blanc de la Vierge et d'un Chemin de croix, tableau peint par F. Damien.

### P.J. Verhaghen
Mais c'est P.J. Verhaghen, de l'école de Rubens, qui reste le plus admiré pour ses compositions, ses draperies et ses couleurs. Les abbés de Parc de la deuxième moitié du XVIIIe siècle furent les grands protecteurs de ce peintre. Le prélat Ferdinand de Loyers lui ouvrit les portes de l'abbaye. Son successeur, l'abbé François Géneré, lui fit orner le sanctuaire de l'église, de 1774 à 1782, par plusieurs tableaux de la vie du Christ et d'épisodes de l'histoire de saint Norbert. Ce sont les plus remarquables peintures de l'abbaye. L'Adoration des mages et la Présentation au temple rappellent la palette de Rubens.

## Sculpture

### Généralités
On considère que l'édifice possédait autrefois un riche mobilier sculpté.
Entre le chœur et la nef de l'église se trouvait un jubé, rehaussé de statues et surmonté d'un reliquaire, orné de statuettes. Une Vierge à auréole et rayons était suspendue au-dessus de ce jubé. Par ailleurs, l'église fut riche en pierres funéraires.
En 1800, il n'y restait plus que quelques œuvres de Jacques Bergé.

### Sous l'abbatiat de Louis van den Berghe
Vers 1528, frère Jean Boyer fit sculpter un reliquaire et une statue polychrome de sainte Catherine pour l'autel qui lui était consacré. Les retables des deux autels existants étaient en outre de Romain van den Plash et représentaient le martyre de saint Quirin. 
Vers 1546, l'abbé Louis Van den Berghe érigea, dans le chœur de l'église, une tour pyramidale en pierre d'Avesnes, pour servir de tabernacle au Saint Sacrement. En 1548, il enrichit le chœur de l'église avec trente deux stalles en chêne, ornées de statues des quatre grands docteurs de l'Église, de statuettes, de colonnes et de frises, grâce au talent de Romain van den Plasch.

### Sous l'abbatiat de Jean Maes
L'abbé Jean Maes plaça, dans le chœur de l'église, une chaise de vérité d'une riche ornementation, sculptée par Arnould Lanckman. 

### AuXVIesiècle
Au XVIe siècle, on remarquait surtout la pierre funéraire en albâtre des abbés Ambroise van Engelen et Ambroise Loots, élevé vers 1551.

### Sous l'abbatiat de Jérôme de Waerseghere
En 1729, l'abbé Jérôme de Waerseghere, après avoir fait paver le chœur en marbre de rapport, fit élever le nouveau maître-autel et les boiseries latérales du chœur, par François Ceusters. Le sculpteur Jacques Bergé se chargea de l'ornementation de l'autel, et exécuta les bas-reliefs du chœur. Il attacha son nom au mausolée que le prélat érigea, cette année, à la mémoire de ses prédécesseurs.

### Sous l'abbatiat d'Alexandre Slootmans
L'abbé Alexandre Slootmans continua l'œuvre de son prédécesseur avec l'aide du sculpteur Jacques Bergé. Il acheva les boiseries et les stalles du chœur ornées de bas-reliefs, ainsi que le jubé de l'orgue, les chaises de vérité du fond de l'église avec les statues des confessionnaux,. En outre, en 1740, Jacques Bergé orna la sacristie de boiseries.

## Musique
L'abbé Ambroise van Engelen construisit en 1532 des orgues, dues au facteur Nicolas van Lyere. Le buffet de ces orgues fut considéré d'un travail magnifique. L'abbé Jean Drusius plaça ensuite de nouvelles orgues. Plusieurs musiciens figurent parmi les religieux de Parc. Citons :
- Abbé Jean Masius, organiste de valeur,
- Frère Goswin Rivius (†1578), musicien renommé, et
- Frère Hubert van Tongelen (†1707), organiste virtuose.

L'abbé Thierry van Tuldel, au XVe siècle, établit dans la petite tour de l'église un chef-d'œuvre d'horloge à carillon. L'abbé Louis van den Berghe renouvela en 1545 l'horloge de la tour ainsi que le carillon. Un autre carillon fut exécuté en 1709 par Albert de Grave et Nicolas Noorda, élève du célèbre Hemony.
Mais le plus beau carillon fut commandé en 1727 par l'abbé Jérôme de Waerseghere à André van den Gheyn pour la nouvelle tour de l'église. Vingt huit cloches y résonnaient au début, et furent complétées deux ans plus tard par le même fondeur pour peser 20 900 livres. L'horloger Charles Alexandre Lion ajouta en 1733 un tambour au carillon, qui se fit entendre pour la première fois, au complet, à la kermesse de Louvain, au mois d'août 1735.
L'ancienne sonnerie des offices de l'église, due à la cloche que l'abbé Jean Drusius avait commandée à la famille van den Gheyn, n'était pas fameuse, mais, après la restauration, S. van Aershot coula une nouvelle grande cloche de 1 198 kilos et elle est d'une belle résonance.

## Autres disciplines artistiques
S'agissant des petits arts, tapisserie, ornements, argenterie et cuivre, l'église s'est pourvue, au fil des siècles, de pièces remarquables. Par exemple, l'abbé Louis van den Berghe orna l'église de précieuses tapisseries à personnages, l'exécution ayant été confiée à un brodeur nommé Bloemen. Soulignons aussi l'abbé Jean Drusius, qui dota l'église d'une riche tapisserie composée de huit pièces, mesurant 230 aunes et qui fut payée 1495 florins du Rhin.
Quant aux pièces d'orfèvrerie, il est impossible de les nommer toutes, mais retenons le nom des orfèvres : Jean de Slincke, Abraham Lissau, Henri van Diependael, Joachim de Meyer, Jean Leronse, Mathieu Cool. Frère Henri van Gorp (†1730) est également signalé dans le catalogue des religieux comme un forgeron de renom. Ces artistes exécutèrent des ostensoirs, des calices, des crosses, des tabernacles, des statues, des candélabres, une aiguière avec bassin pour le service de l'autel, des croix, des Christs, des lampes, des pupitres, le tout en argent d'une ciselure exquise. Quelques beaux cuivres complétaient le trésor, entre autres un chandelier pascal du XIIIe siècle d'une forme remarquable.
Certains abbés ont ainsi encouragé les petits arts en acquérant pour le culte les objets les plus riches. La grande partie de ces objets disparut à la suite des guerres et des troubles, et surtout à la suppression de l'abbaye par Joseph II, les commissaires de la monnaie ayant converti plusieurs pièces précieuses en lingots.
Après la mort de l'abbé Melchior Nysmans, en 1810, les chanoines se voyant dans l'impossibilité de reprendre la vie commune, aliénèrent, surtout vers 1828, une grande partie des objets d'art qui avaient échappé aux réquisitions précédentes. Quelques bribes furent sauvés de cette dispersion par certains curés de Parc, qui les recueillirent dans leur presbytère. Ceux qui rentrèrent à l'abbaye après la restauration de 1836 rapportèrent ce qui avait été conservé.